# Damascus (Geòrgia)
Damascus és una població dels Estats Units a l'estat de Geòrgia. Segons el cens del 2000 tenia 277 habitants.

## Demografia
Segons el cens del 2000, Damascus tenia 277 habitants, 100 habitatges, i 74 famílies. La densitat de població era de 60,8 habitants per km².
Dels 100 habitatges en un 31% hi vivien nens de menys de 18 anys, en un 41% hi vivien parelles casades, en un 24% dones solteres, i en un 26% no eren unitats familiars. En el 19% dels habitatges hi vivien persones soles el 12% de les quals corresponia a persones de 65 anys o més que vivien soles. El nombre mitjà de persones vivint en cada habitatge era de 2,77 i el nombre mitjà de persones que vivien en cada família era de 3,16.
Per edats la població es repartia de la següent manera: un 30,3% tenia menys de 18 anys, un 8,3% entre 18 i 24, un 27,8% entre 25 i 44, un 21,7% de 45 a 60 i un 11,9% 65 anys o més.
L'edat mediana era de 34 anys. Per cada 100 dones de 18 o més anys hi havia 87,4 homes.
La renda mediana per habitatge era de 28.333 $ i la renda mediana per família de 19.318 $. Els homes tenien una renda mediana de 31.500 $ mentre que les dones 19.286 $. La renda per capita de la població era de 12.583 $. Entorn del 31,4% de les famílies i el 23,5% de la població estaven per davall del llindar de pobresa.

## Poblacions més properes
El següent diagrama mostra les poblacions més properes.